# Garry Mendes Rodrigues
Garry Mendes Rodrigues (Rotterdam, 27 novembre 1990) è un calciatore capoverdiano con cittadinanza olandese, centrocampista dell'Apollōn Limassol e della nazionale capoverdiana.

## Carriera

### Club
Cresce nel settore giovanile degli olandesi del Feyenoord e dei portoghesi del Real Sport Clube.
Nel 2009 inizia a giocare per il XerxesDZB; nell’estate 2011 viene acquistato dall’ADO Den Haag che lo cede, in prestito, prima ai dilettanti del Boshuizen e poi, a partire dall’estate del 2012, al Dordrecht militante nel massimo campionato olandese l'Eredivisie.
Nel febbraio 2013 si trasferisce, a titolo definitivo, al club bulgaro del Levski Sofia, con il quale firma un contratto di due anni e mezzo. Le sue buone prestazioni attirano l'interesse di diversi club europei tra il quali il West Ham Utd, che, nel gennaio 2014, fa un'offerta al Levski chiedendo di inviare il calciatore in Inghilterra per un periodo di prova, ma il calciatore rifiuta affermando che avrebbe solo negoziato con una squadra che gli avrebbe garantito un contratto. Così, alla fine della sessione invernale del calciomercato del 2014, attraverso il fondo l’investimento “Promoesport” (collegato al Gimnástic de Tarragona), firma per sei mesi con gli spagnoli dell’Elche. Alla fine della stagione firma un nuovo contratto di 4 anni con il club spagnolo, all'attivazione della clausola d'acquisto prevista dal contratto.
Il 31 luglio 2015 rescinde il proprio contratto con l'Elche e il 4 agosto 2015 firma un il contratto di tre anni con il PAOK. Il 9 gennaio 2017 viene ceduto a titolo definitivo al Galatasaray per 3,7 milioni di euro, firmando un contratto di quattro anni e mezzo. Il 6 gennaio 2019 il Galatasaray lo cede ai sauditi dell'Al-Ittihad per 9 milioni di euro. Il 13 luglio seguente torna in Turchia, questa volta in prestito al Fenerbahçe.

### Nazionale
Ha esordito nella nazionale capoverdiana nel 2013.

## Statistiche

### Presenze e reti nei club
Statistiche aggiornate al 19 marzo 2023.
| Stagione           | Squadra            | Campionato         | Campionato | Campionato | Coppe nazionali | Coppe nazionali | Coppe nazionali | Coppe continentali | Coppe continentali | Coppe continentali | Altre coppe | Altre coppe | Altre coppe | Totale | Totale | Totale |
| Stagione           | Squadra            | Comp               | Pres       | Reti       | Comp            | Pres            | Reti            | Comp               | Pres               | Reti               | Comp        | Pres        | Reti        | Pres   | Reti   |        |
| ------------------ | ------------------ | ------------------ | ---------- | ---------- | --------------- | --------------- | --------------- | ------------------ | ------------------ | ------------------ | ----------- | ----------- | ----------- | ------ | ------ | ------ |
| gen.-giu. 2014     | Elche              | PD                 | 10         | 1          | CR              | -               | -               | -                  | -                  | -                  | -           | -           | -           | 10     | 1      |        |
| 2014-2015          | Elche              | PD                 | 31         | 2          | CR              | 1               | 0               | -                  | -                  | -                  | -           | -           | -           | 32     | 2      |        |
| Totale Elche       | Totale Elche       | Totale Elche       | 41         | 3          |                 | 1               | 0               |                    | -                  | -                  |             | -           | -           | 42     | 3      |        |
| 2015-2016          | PAOK               | SL                 | 20+6       | 4+2        | CG              | 2               | 0               | UEL                | 8                  | 1                  | -           | -           | -           | 36     | 7      |        |
| 2016-gen. 2017     | PAOK               | SL                 | 12         | 3          | CG              | 0               | 0               | UCL+UEL            | 2+8                | 0+3                | -           | -           | -           | 22     | 6      |        |
| Totale PAOK        | Totale PAOK        | Totale PAOK        | 32+6       | 7+2        |                 | 2               | 0               |                    | 18                 | 4                  |             | -           | -           | 58     | 13     |        |
| gen.-giu. 2017     | Galatasaray        | SL                 | 16         | 1          | TK              | 2               | 1               | -                  | -                  | -                  | ST          | -           | -           | 18     | 2      |        |
| 2017-2018          | Galatasaray        | SL                 | 33         | 9          | TK              | 5               | 1               | UEL                | 2                  | 0                  | -           | -           | -           | 40     | 10     |        |
| 2018-gen. 2019     | Galatasaray        | SL                 | 12         | 3          | TK              | 1               | 0               | UCL                | 6                  | 1                  | ST          | 1           | 0           | 20     | 4      |        |
| Totale Galatasaray | Totale Galatasaray | Totale Galatasaray | 61         | 13         |                 | 8               | 2               |                    | 8                  | 1                  |             | 1           | 0           | 78     | 16     |        |
| gen.-giu. 2019     | Al-Ittihad         | SPL                | 9          | 1          | KCC             | 2               | 0               | -                  | -                  | -                  | -           | -           | -           | 11     | 1      |        |
| 2019-2020          | Fenerbahçe         | SL                 | 26         | 4          | TK              | 3               | 0               | -                  | -                  | -                  | -           | -           | -           | 29     | 4      |        |
| 2020-2021          | Al-Ittihad         | SPL                | 17         | 4          | KCC             | 1               | 0               | ACC                | 1                  | 1                  | -           | -           | -           | 19     | 5      |        |
| set. 2021          | Al-Ittihad         | SPL                | 2          | 0          | KCC             | 0               | 0               | -                  | -                  | -                  | -           | -           | -           | 2      | 0      |        |
| Totale Al-Ittihad  | Totale Al-Ittihad  | Totale Al-Ittihad  | 28         | 5          |                 | 3               | 0               |                    | 1                  | 1                  |             | -           | -           | 32     | 6      |        |
| set. 2021-2022     | Olympiacos         | SL                 | 12+7       | 4+1        | CG              | 3               | 0               | UEL                | 0                  | 0                  | -           | -           | -           | 22     | 5      |        |
| 2022-2023          | Olympiacos         | SL                 | 16+2       | 2          | CG              | 6               | 1               | UCL+UEL            | 0+5                | 0                  | -           | -           | -           | 29     | 3      |        |
| Totale Olympiakos  | Totale Olympiakos  | Totale Olympiakos  | 28+9       | 6+1        |                 | 9               | 1               |                    | 5                  | 0                  |             | -           | -           | 51     | 8      |        |
| 2023-2024          | Ankaragücü         | SL                 | 14         | 1          | TK              | 1               | 0               | -                  | -                  | -                  | -           | -           | -           | 15     | 1      |        |
| Totale carriera    | Totale carriera    | Totale carriera    | 245        | 42         |                 | 27              | 3               |                    | 32                 | 6                  |             | 1           | 0           | 305    | 51     |        |

### Cronologia presenze e reti in nazionale
| Cronologia completa delle presenze e delle reti in nazionale ― Capo Verde | Cronologia completa delle presenze e delle reti in nazionale ― Capo Verde | Cronologia completa delle presenze e delle reti in nazionale ― Capo Verde | Cronologia completa delle presenze e delle reti in nazionale ― Capo Verde | Cronologia completa delle presenze e delle reti in nazionale ― Capo Verde | Cronologia completa delle presenze e delle reti in nazionale ― Capo Verde | Cronologia completa delle presenze e delle reti in nazionale ― Capo Verde | Cronologia completa delle presenze e delle reti in nazionale ― Capo Verde |
| Data                                                                      | Città                                                                     | In casa                                                                   | Risultato                                                                 | Ospiti                                                                    | Competizione                                                              | Reti                                                                      | Note                                                                      |
| ------------------------------------------------------------------------- | ------------------------------------------------------------------------- | ------------------------------------------------------------------------- | ------------------------------------------------------------------------- | ------------------------------------------------------------------------- | ------------------------------------------------------------------------- | ------------------------------------------------------------------------- | ------------------------------------------------------------------------- |
| 14-8-2013                                                                 | Massamá                                                                   | Gabon                                                                     | 1 – 1                                                                     | Capo Verde                                                                | Amichevole                                                                | -                                                                         | 45’                                                                       |
| 5-3-2014                                                                  | Lussemburgo                                                               | Lussemburgo                                                               | 0 – 0                                                                     | Capo Verde                                                                | Amichevole                                                                | -                                                                         | 65’                                                                       |
| 6-9-2014                                                                  | Niamey                                                                    | Niger                                                                     | 1 – 2                                                                     | Capo Verde                                                                | Qual. Coppa d'Africa 2015                                                 | 1                                                                         | 79’                                                                       |
| 10-9-2014                                                                 | Praia                                                                     | Capo Verde                                                                | 2 – 1                                                                     | Zambia                                                                    | Qual. Coppa d'Africa 2015                                                 | -                                                                         | 70’                                                                       |
| 11-10-2014                                                                | Maputo                                                                    | Mozambico                                                                 | 2 – 0                                                                     | Capo Verde                                                                | Qual. Coppa d'Africa 2015                                                 | -                                                                         |                                                                           |
| 15-11-2014                                                                | Praia                                                                     | Capo Verde                                                                | 3 – 1                                                                     | Niger                                                                     | Qual. Coppa d'Africa 2015                                                 | -                                                                         | 72’                                                                       |
| 19-11-2014                                                                | Lusaka                                                                    | Zambia                                                                    | 1 – 0                                                                     | Capo Verde                                                                | Qual. Coppa d'Africa 2015                                                 | -                                                                         |                                                                           |
| 7-1-2015                                                                  | Praia                                                                     | Guinea Equatoriale                                                        | 1 – 1                                                                     | Capo Verde                                                                | Amichevole                                                                | -                                                                         | 45’                                                                       |
| 10-1-2015                                                                 | Dakar                                                                     | Capo Verde                                                                | 3 – 2                                                                     | Rep. del Congo                                                            | Amichevole                                                                | -                                                                         | 45’                                                                       |
| 26-1-2015                                                                 | Bata                                                                      | Capo Verde                                                                | 0 – 0                                                                     | Zambia                                                                    | Coppa d'Africa 2015 - 1º turno                                            | -                                                                         |                                                                           |
| 31-3-2015                                                                 | Praia                                                                     | Portogallo                                                                | 0 – 2                                                                     | Capo Verde                                                                | Amichevole                                                                | -                                                                         | 80’                                                                       |
| 13-6-2015                                                                 | Praia                                                                     | Capo Verde                                                                | 7 – 1                                                                     | São Tomé e Príncipe                                                       | Qual. Coppa d'Africa 2017                                                 | 1                                                                         |                                                                           |
| 6-9-2015                                                                  | Il Cairo                                                                  | Libia                                                                     | 1 – 2                                                                     | Capo Verde                                                                | Qual. Coppa d'Africa 2017                                                 | -                                                                         |                                                                           |
| 13-11-2015                                                                | Nairobi                                                                   | Kenya                                                                     | 1 – 0                                                                     | Capo Verde                                                                | Qual. Mondiali 2018                                                       | -                                                                         | 73’                                                                       |
| 4-6-2016                                                                  | São Tomé                                                                  | São Tomé e Príncipe                                                       | 1 – 2                                                                     | Capo Verde                                                                | Qual. Coppa d'Africa 2017                                                 | -                                                                         | 73’                                                                       |
| 3-9-2016                                                                  | Praia                                                                     | Capo Verde                                                                | 0 – 1                                                                     | Libia                                                                     | Qual. Coppa d'Africa 2017                                                 | -                                                                         |                                                                           |
| 8-10-2016                                                                 | Dakar                                                                     | Senegal                                                                   | 2 – 0                                                                     | Capo Verde                                                                | Qual. Mondiali 2018                                                       | -                                                                         | 45’                                                                       |
| 12-11-2016                                                                | Praia                                                                     | Capo Verde                                                                | 0 – 2                                                                     | Burkina Faso                                                              | Qual. Mondiali 2018                                                       | -                                                                         |                                                                           |
| 28-3-2017                                                                 | Lussemburgo                                                               | Lussemburgo                                                               | 0 – 2                                                                     | Capo Verde                                                                | Amichevole                                                                | -                                                                         | 80’                                                                       |
| 11-6-2017                                                                 | Praia                                                                     | Capo Verde                                                                | 0 – 1                                                                     | Uganda                                                                    | Qual. Coppa d'Africa 2019                                                 | -                                                                         |                                                                           |
| 5-9-2017                                                                  | Durban                                                                    | Sudafrica                                                                 | 1 – 2                                                                     | Capo Verde                                                                | Qual. Mondiali 2018                                                       | 2                                                                         |                                                                           |
| 7-10-2017                                                                 | Praia                                                                     | Capo Verde                                                                | 0 – 2                                                                     | Senegal                                                                   | Qual. Mondiali 2018                                                       | -                                                                         | 78’                                                                       |
| 14-11-2017                                                                | Ouagadougou                                                               | Burkina Faso                                                              | 4 – 0                                                                     | Capo Verde                                                                | Qual. Mondiali 2018                                                       | -                                                                         |                                                                           |
| 12-10-2018                                                                | Praia                                                                     | Capo Verde                                                                | 3 – 0                                                                     | Tanzania                                                                  | Qual. Coppa d'Africa 2019                                                 | -                                                                         |                                                                           |
| 16-10-2018                                                                | Dar-es-Salaam                                                             | Tanzania                                                                  | 2 – 0                                                                     | Capo Verde                                                                | Qual. Coppa d'Africa 2019                                                 | -                                                                         | 22’                                                                       |
| 17-11-2018                                                                | Kampala                                                                   | Uganda                                                                    | 1 – 0                                                                     | Capo Verde                                                                | Qual. Coppa d'Africa 2019                                                 | -                                                                         |                                                                           |
| 13-11-2019                                                                | Yaoundé                                                                   | Camerun                                                                   | 0 – 0                                                                     | Capo Verde                                                                | Qual. Coppa d'Africa 2021                                                 | -                                                                         | 73’                                                                       |
| 18-11-2019                                                                | Praia                                                                     | Capo Verde                                                                | 2 – 2                                                                     | Mozambico                                                                 | Qual. Coppa d'Africa 2021                                                 | 1                                                                         | 81’                                                                       |
| 7-10-2020                                                                 | Andorra la Vella                                                          | Andorra                                                                   | 1 – 2                                                                     | Capo Verde                                                                | Amichevole                                                                | -                                                                         | 57’ 90’                                                                   |
| 10-10-2020                                                                | Faro                                                                      | Capo Verde                                                                | 1 – 2                                                                     | Guinea                                                                    | Amichevole                                                                | -                                                                         | 46’                                                                       |
| 1-9-2021                                                                  | Douala                                                                    | Rep. Centrafricana                                                        | 1 – 1                                                                     | Capo Verde                                                                | Qual. Mondiali 2022                                                       | -                                                                         | 66’                                                                       |
| 7-9-2021                                                                  | Mindelo                                                                   | Capo Verde                                                                | 1 – 2                                                                     | Nigeria                                                                   | Qual. Mondiali 2022                                                       | -                                                                         | 59’                                                                       |
| 7-10-2021                                                                 | Accra                                                                     | Liberia                                                                   | 1 – 2                                                                     | Capo Verde                                                                | Qual. Mondiali 2022                                                       | 1                                                                         | 63’                                                                       |
| 10-10-2021                                                                | Praia                                                                     | Capo Verde                                                                | 1 – 0                                                                     | Liberia                                                                   | Qual. Mondiali 2022                                                       | -                                                                         | 60’                                                                       |
| 9-1-2022                                                                  | Yaoundé                                                                   | Etiopia                                                                   | 0 – 1                                                                     | Capo Verde                                                                | Coppa d'Africa 2021 - 1º turno                                            | -                                                                         | 25’ 68’                                                                   |
| 13-1-2022                                                                 | Yaoundé                                                                   | Capo Verde                                                                | 0 – 1                                                                     | Burkina Faso                                                              | Coppa d'Africa 2021 - 1º turno                                            | -                                                                         |                                                                           |
| 17-1-2022                                                                 | Yaoundé                                                                   | Capo Verde                                                                | 1 – 1                                                                     | Camerun                                                                   | Coppa d'Africa 2021 - 1º turno                                            | 1                                                                         | 46’                                                                       |
| 25-1-2022                                                                 | Bafoussam                                                                 | Senegal                                                                   | 2 – 0                                                                     | Capo Verde                                                                | Coppa d'Africa 2021 - Ottavi di finale                                    | -                                                                         | 59’                                                                       |
| 23-3-2022                                                                 | Orléans                                                                   | Guadalupa                                                                 | 0 – 2                                                                     | Capo Verde                                                                | Amichevole                                                                | -                                                                         | 62’ 75’                                                                   |
| 3-6-2022                                                                  | Marrakech                                                                 | Burkina Faso                                                              | 2 – 0                                                                     | Capo Verde                                                                | Qual. Coppa d'Africa 2023                                                 | -                                                                         | 65’                                                                       |
| 7-6-2022                                                                  | Marrakech                                                                 | Capo Verde                                                                | 2 – 0                                                                     | Togo                                                                      | Qual. Coppa d'Africa 2023                                                 | -                                                                         | 63’                                                                       |
| 24-3-2023                                                                 | Praia                                                                     | Capo Verde                                                                | 0 – 0                                                                     | eSwatini                                                                  | Qual. Coppa d'Africa 2023                                                 | -                                                                         | 67’                                                                       |
| 28-3-2023                                                                 | Nelspruit                                                                 | eSwatini                                                                  | 0 – 1                                                                     | Capo Verde                                                                | Qual. Coppa d'Africa 2023                                                 | -                                                                         | 63’                                                                       |
| 12-10-2023                                                                | Costantina                                                                | Algeria                                                                   | 5 – 1                                                                     | Capo Verde                                                                | Amichevole                                                                | -                                                                         | Cap. 75’                                                                  |
| 16-11-2023                                                                | Praia                                                                     | Capo Verde                                                                | 0 – 0                                                                     | Angola                                                                    | Qual. Mondiali 2026                                                       | -                                                                         | 61’                                                                       |
| 21-11-2023                                                                | Mbombela                                                                  | eSwatini                                                                  | 0 – 2                                                                     | Capo Verde                                                                | Qual. Mondiali 2026                                                       | -                                                                         | 77’                                                                       |
| 10-1-2024                                                                 | Radès                                                                     | Tunisia                                                                   | 2 – 0                                                                     | Capo Verde                                                                | Amichevole                                                                | -                                                                         |                                                                           |
| 14-1-2024                                                                 | Abidjan                                                                   | Ghana                                                                     | 1 – 2                                                                     | Capo Verde                                                                | Coppa d'Africa 2023 - 1º turno                                            | 1                                                                         | 68’ 90+3’                                                                 |
| 19-1-2024                                                                 | Abidjan                                                                   | Capo Verde                                                                | 3 – 0                                                                     | Mozambico                                                                 | Coppa d'Africa 2023 - 1º turno                                            | -                                                                         | 75’                                                                       |
| 22-1-2024                                                                 | Abidjan                                                                   | Capo Verde                                                                | 2 – 2                                                                     | Egitto                                                                    | Coppa d'Africa 2023 - 1º turno                                            | -                                                                         | 64’                                                                       |
| 29-1-2024                                                                 | Abidjan                                                                   | Capo Verde                                                                | 1 – 0                                                                     | Mauritania                                                                | Coppa d'Africa 2023 - Ottavi di finale                                    | -                                                                         | 71’                                                                       |
| 3-2-2024                                                                  | Yamoussoukro                                                              | Capo Verde                                                                | 0 – 0 dts (1 – 2 dtr)                                                     | Sudafrica                                                                 | Coppa d'Africa 2023 - Quarti di finale                                    | -                                                                         | 72’                                                                       |
| 8-6-2024                                                                  | Yaoundé                                                                   | Camerun                                                                   | 4 – 1                                                                     | Capo Verde                                                                | Qual. Mondiali 2026                                                       | -                                                                         | 62’                                                                       |
| 20-3-2025                                                                 | Praia                                                                     | Capo Verde                                                                | 1 – 0                                                                     | Mauritius                                                                 | Qual. Mondiali 2026                                                       | -                                                                         | 77’                                                                       |
| 8-6-2025                                                                  | Kutaisi                                                                   | Georgia                                                                   | 1 – 1                                                                     | Capo Verde                                                                | Amichevole                                                                | -                                                                         | 43’ 59’                                                                   |
| Totale                                                                    |                                                                           | Presenze                                                                  | 55                                                                        |                                                                           | Reti                                                                      | 8                                                                         |                                                                           |

## Palmarès

### Club

#### Competizioni nazionali
- Coppa di Grecia: 1

PAOK: 2016-2017
- Campionato turco: 1

Galatasaray: 2017-2018
- Campionato greco: 1

Olympiakos: 2021-2022